# Morro Santa Teresinha
Morro Santa Therezinha é um bairro de Santos.
Está localizado na região dos morros da cidade de Santos, o mais alto na cidade com cerca de 200 metros de altura, envolto em abundância pela Mata Atlântica e com uma vista privilegiada do mar e de alguns bairros de Santos e São Vicente. Está próximo ao Morro do José Menino (Santos)

## História
No passado, era a parte avançada do então sítio e pico do Combuca. Na década de 1940, a área do atual bairro era conhecida como Morro do Loureiro, em alusão ao dono daquelas terras: Francisco Loureiro, que vendia lotes a fim de criar um bairro. Data dessa época a abertura da primeira estrada e a construção de capela em homenagem à Santa Terezinha, que daria nome ao morro posteriormente.
Após o falecimento de Loureiro, seu genro, chamado José Ferreira da Silva, assumiu o negócio e parou de vender lotes, recuperou aqueles já vendidos e erigiu um edifício com salão de danças e restaurante, com o fim de mudar o perfil do lugar. Mais tarde, Edson Arantes do Nascimento viveu no prédio.
No final da década de 1960, o empresário Cláudio Doneux adquiriu o morro de José Ferreira da Silva e começou a construir o condomínio, abrindo ruas e vendendo lotes, até formar o condomínio Santa Terezinha como é hoje conhecido.